# ペリ (映画)
『ペリ』（Perri）とは、ウォルト・ディズニー・プロダクション製作による1957年のアメリカ合衆国の映画である。この物語では、小さなリスのペリが森の生活を学ぶことから始まる。リバイバル公開時の邦題は『ペリー物語』。

## キャスト
| 配役             | オリジナル版           | 日本語吹き替え （劇場公開版） | 日本語吹き替え （テレビ放送版） |
| ---------------- | ---------------------- | ----------------------------- | ------------------------------- |
| ナレーション     | ウィンストン・ヒブラー | 村上冬樹                      | 富山敬                          |
| 劇場公開（日本） |                        | 1958年12月25日公開            |                                 |
| テレビ放送       |                        |                               | 不明                            |

テレビ放送版は初放送日は不明だが、過去にディズニー・チャンネルやDlifeにNHK BS2（2010年頃）でも放送されたことがあり、この吹き替え版はdTVでも視聴が可能である。2021年10月27日よりディズニープラスで『ペリ』が配信されているが、日本語吹き替え版のナレーションが劇場公開版となっている。

## スタッフ
- 脚色 - ラルフ・ライト、ウィンストン・ヒブラー[1]
- 共同監督 - ラルフ・ライト、N・ポール・ケンワージー・Jr
- 原作 - フェリックス・ザルテン
- 音楽 - ポール・スミス[1]